# Torymoides daonus
Torymoides daonus is een vliesvleugelig insect uit de familie Torymidae. De wetenschappelijke naam is voor het eerst geldig gepubliceerd in 1838 door Walker.